# Johannes Buder
Walter Hermann Johannes Buder (* 16. November 1884 in Berlin; † 18. Juli 1966 in Halle (Saale)) war ein deutscher Biologe und Hochschulprofessor. Sein botanisches Autorenkürzel lautet „Buder“.
Johannes Buder studierte ab 1904 Naturwissenschaften an der Friedrich-Wilhelms-Universität in Berlin, wo er 1908 promoviert wurde. 1911 wurde er Privatdozent und 1917 außerordentlicher Professor für Botanik an der Universität Leipzig. 1922 erhielt er einen Ruf auf den Lehrstuhl für Botanik an der Universität Greifswald, wo er auch Direktor des Botanischen Gartens wurde. In Greifswald hat er das Botanische Institut wesentlich reorganisiert und die Arbeitsmöglichkeiten für die pflanzenphysiologische Forschung geschaffen.

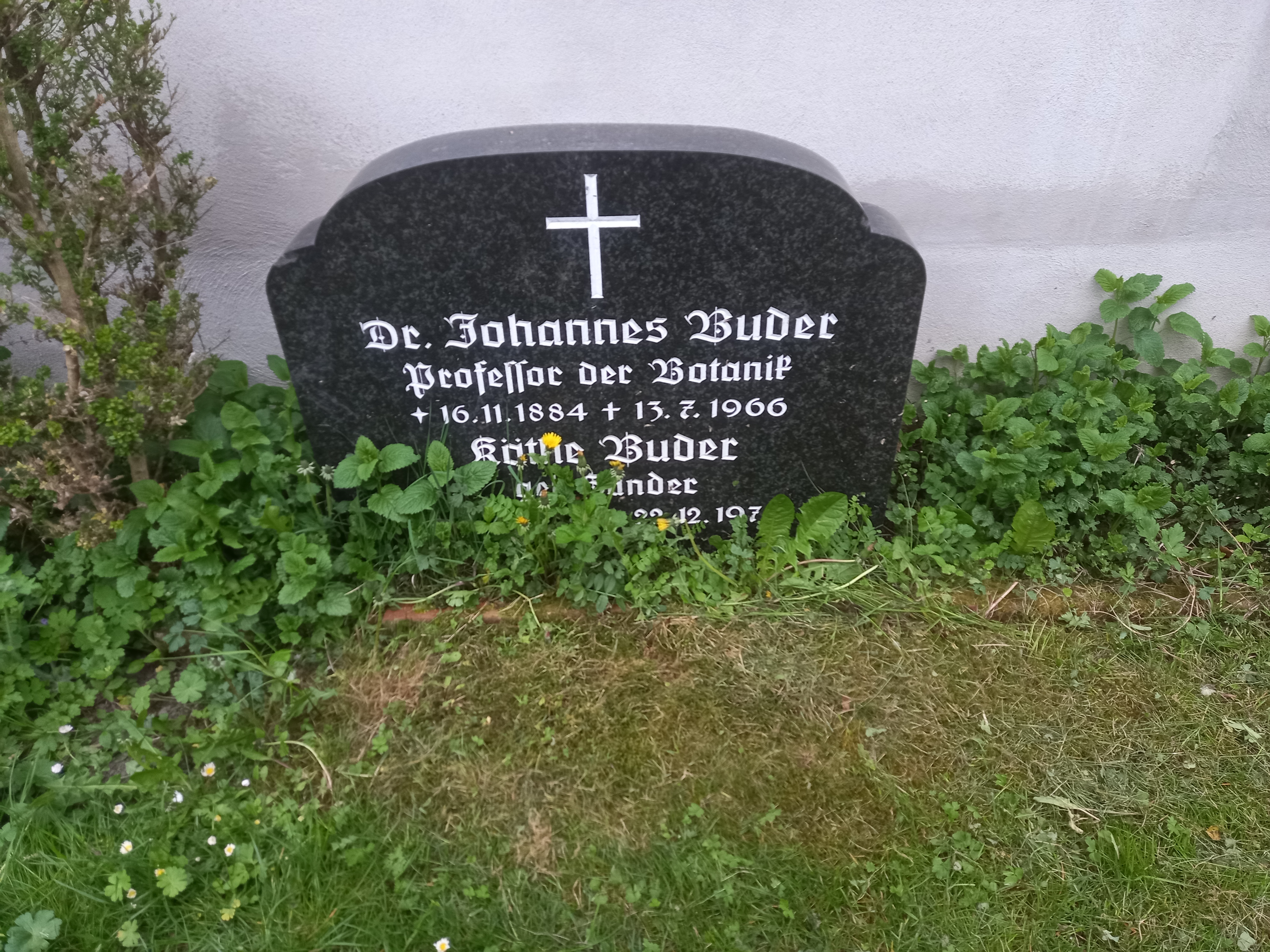
Grabstein von Johannes Buder und seiner Ehefrau Käthe geborene Zander auf dem evangelischen Laurentiusfriedhof in Halle (2022)

Von 1928 bis 1945 hatte er den Lehrstuhl für Botanik an der Universität Breslau inne und war danach von 1947 bis zu seiner Emeritierung im Jahre 1956 Ordinarius für Botanik an der Universität Halle.
Buders Hauptforschungsgebiete waren die Reizphysiologie, Chimären und Generationswechsel bei Pflanzen. Er war Mitherausgeber des Archivs für Protistenkunde.
Mehrere seiner Schüler wurden später bekannte Biologen, so Wilhelm Nultsch, Hans Günter Schlegel, Gerhart Drews und Horst Lyr.
Buders Ruhestätte liegt auf dem Laurentius-Friedhof in Halle.

## Mitgliedschaften
- 1950: Deutsche Akademie der Naturforscher Leopoldina Halle
- 1954: ordentliches Mitglied Sächsische Akademie der Wissenschaften zu Leipzig